# Cícero de Vasconcelos
Cícero Teixeira de Vasconcelos (Viçosa, Alagoas, 8 de junho de 1892 — Rio de Janeiro, 26 de julho de 1967) foi um político, professor e religioso brasileiro.

## Biografia
Filho de Severiano Florêncio de Vasconcelos Teixeira e Antonia dos Santos Vasconcelos. Nasceu em Viçosa, lá realizou seus estudos primários, e, posteriormente, no Internato Alagoano, ainda em Viçosa, onde, junto com Graciliano Ramos redigiu o jornal bimensal, o Dilúculo. Em 1905 ingressou no Seminário Diocesano de Maceió, ordenando-se padre em junho de 1915 e em 7 de julho rezou, em Viçosa, sua primeira missa. Posteriormente fez os cursos de Filosofia, Teologia e Direito Canônico no Seminário Maior, também em Maceió. Professor de Latim e de Português no Ginásio de Maceió, do qual foi um dos fundadores, em 1923. Capelão da igreja do Bonfim, da Igreja do Poço, do Asilo de Mendicidade, do Colégio Santíssimo Sacramento e da Escola Doméstica Maria Imaculada, sendo desta última fundador e diretor. Entre 1942-45 membro do Conselho Administrativo do Estado de Alagoas. Professor, também, da Escola de Serviço Social Padre Anchieta. Pároco da Igreja de Santa Rita do Alto do Jacutinga, de 1943 até o seu falecimento. Cônego em 1945 e posteriormente arcediago do cabido metropolitano da capital alagoana. 
Em 1945 elegeu-se senador à Assembleia Nacional Constituinte, na legenda do PSD. Participou dos trabalhos constituintes e, após promulgação da nova Carta, exerceu seu mandato até janeiro de 1955. No Senado Federal participou da Comissão de Educação. Membro do IHGAL, tendo ingressado em 7 de outubro de 1933, e, após, patrono da cadeira 29 da instituição. Organizou o Museu de Arte Dom Ranulfo, do qual foi seu primeiro diretor. Obras: A Centelha Divina; Aqui Está Alagoas; Elogio Histórico de Dom Antonio Manuel de Castilho Brandão: Primeiro Bispo de Alagoas, Discurso Pronunciado em 14. 08. 49 Por Ocasião da Comemoração do Centenário de Nascimento, Rio de Janeiro, Imprensa Nacional, 1949; Sobre a História da Catedral de Maceió - Historiografia, Maceió, DEC, Série Estudos Alagoanos, caderno XIII, 1962; O Bananal dos Meus Avós, Bahia, Ed. Mensageiro da Fé, 1964; A Imprensa em Viçosa, incluído no Álbum do Centenário de Viçosa, 1931; Rodrigues de Melo. Discurso na Assembleia Nacional Constituinte, Rio de Janeiro, sessão de 11 de julho de 1946; 4º Centenárioda Companhia de Jesus, Revista do IHGA, v. 21, anos 1940-41, Maceió, s/d, p. 90-102; publicou uma coluna no jornal O Semeador.